# Kalad
Kalad war ein äthiopisches Flächenmaß.
- 1 Kalad = 24 bis 38 Hektar